# Rimplas
Rimplas (okzitanisch Rimplàs, italienisch Rimplasso) ist ein Bergdorf und eine Gemeinde in den französischen Seealpen und gehört zur Region Provence-Alpes-Côte d’Azur, zum Département Alpes-Maritimes, zum Arrondissement Nizza und zum Kanton Tourrette-Levens. Die Bewohner nennen sich Rimplassois. Die angrenzenden Gemeinden sind Valdeblore im Osten, Marie (Berührungspunkt) im Südosten, Ilonse im Südwesten und Saint-Sauveur-sur-Tinée im Westen.

## Bevölkerungsentwicklung

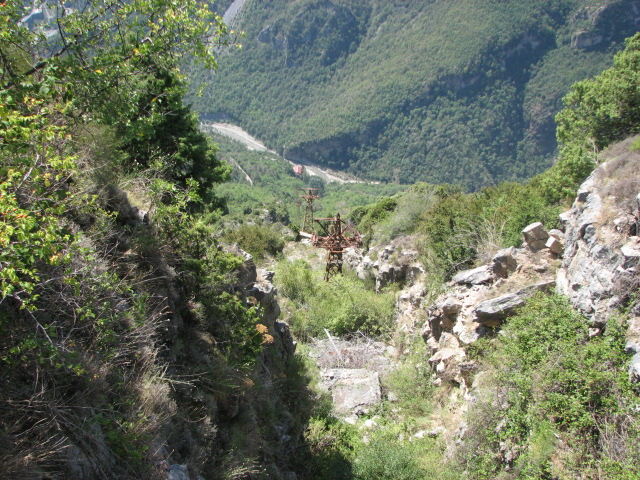
Überreste einer Luftseilbahn in der Gemarkung von Rimplas

| Jahr      | 1962 | 1968 | 1975 | 1982 | 1990 | 1999 | 2008 | 2012 |
| --------- | ---- | ---- | ---- | ---- | ---- | ---- | ---- | ---- |
| Einwohner | 68   | 38   | 55   | 80   | 84   | 108  | 113  | 141  |

## Sehenswürdigkeiten
Siehe: Liste der Monuments historiques in Rimplas